# Laniarius mufumbiri
Laniarius mufumbiri là một loài chim trong họ Malaconotidae.